# Peristedion
Peristedion – rodzaj morskich ryb skorpenokształtnych z rodziny Peristediidae, wcześniej zaliczany był do kurkowatych (Triglidae).

## Klasyfikacja
Gatunki zaliczane do tego rodzaju:

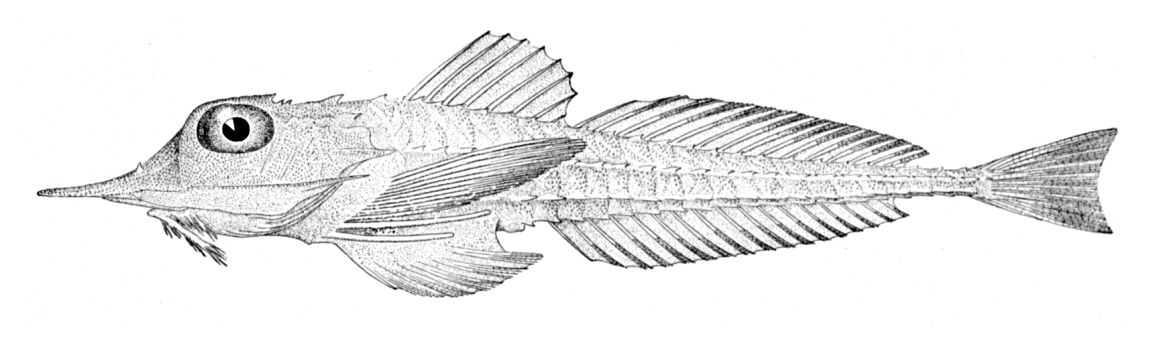
Peristedion altipinne
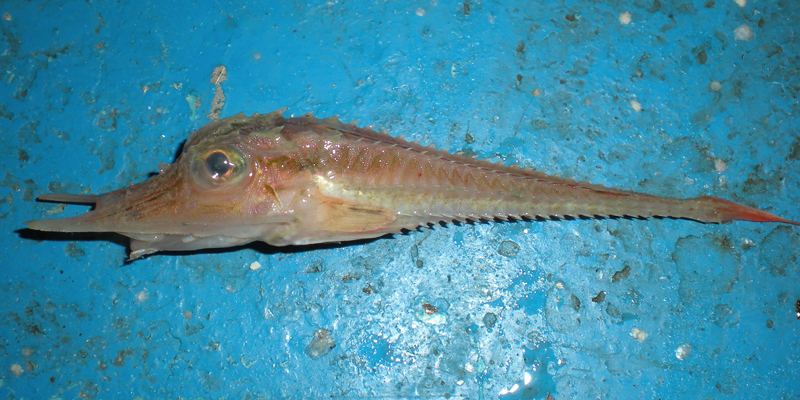
Peristedion amblygenys
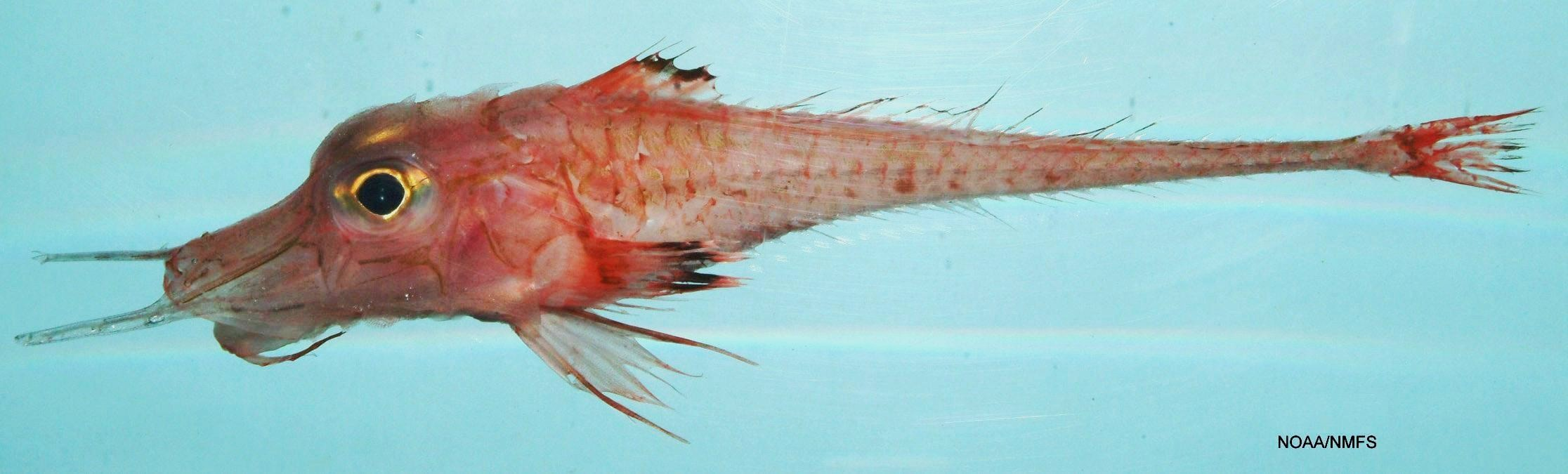
Peristedion antillarum
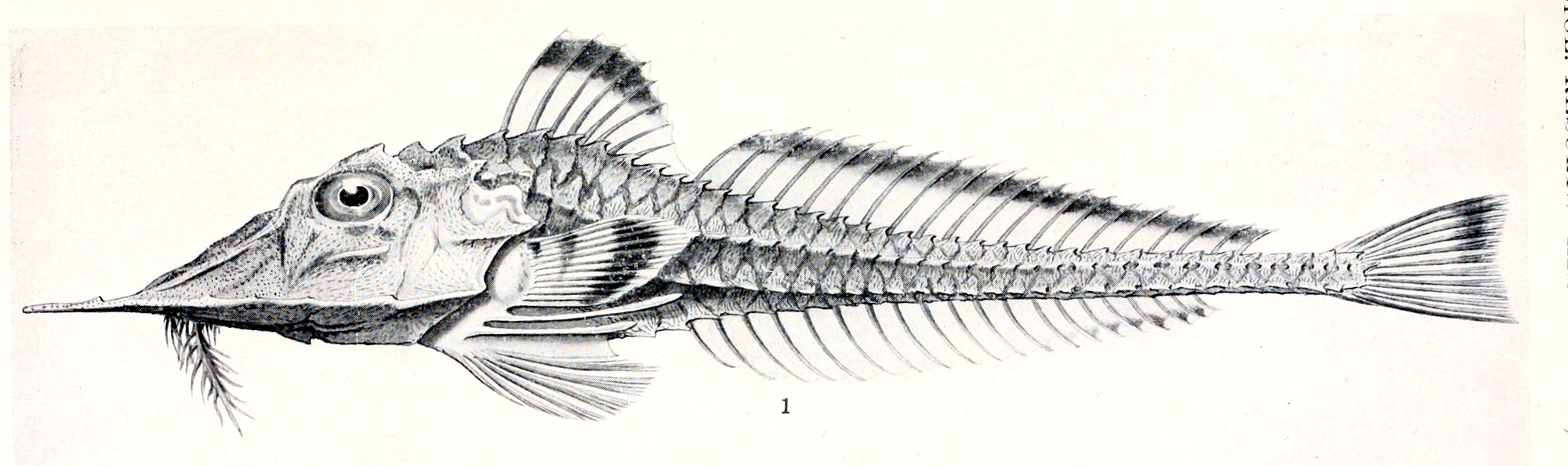
Peristedion barbiger
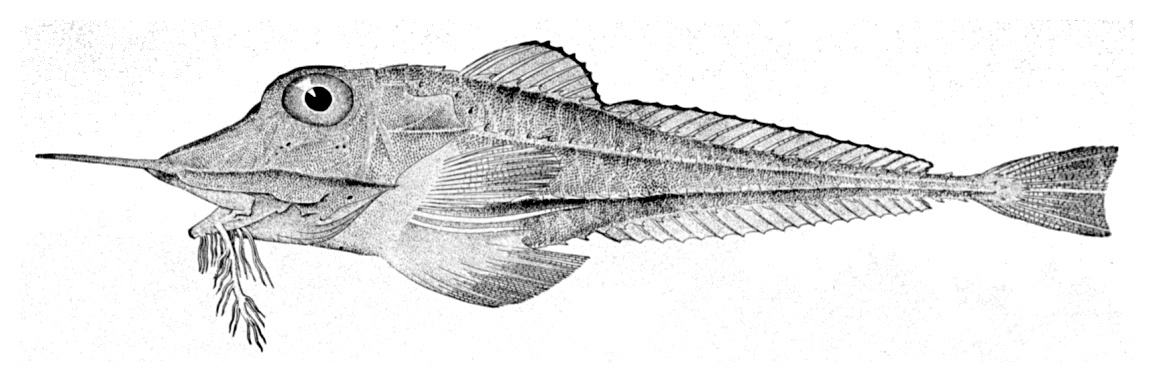
Peristedion brevirostre
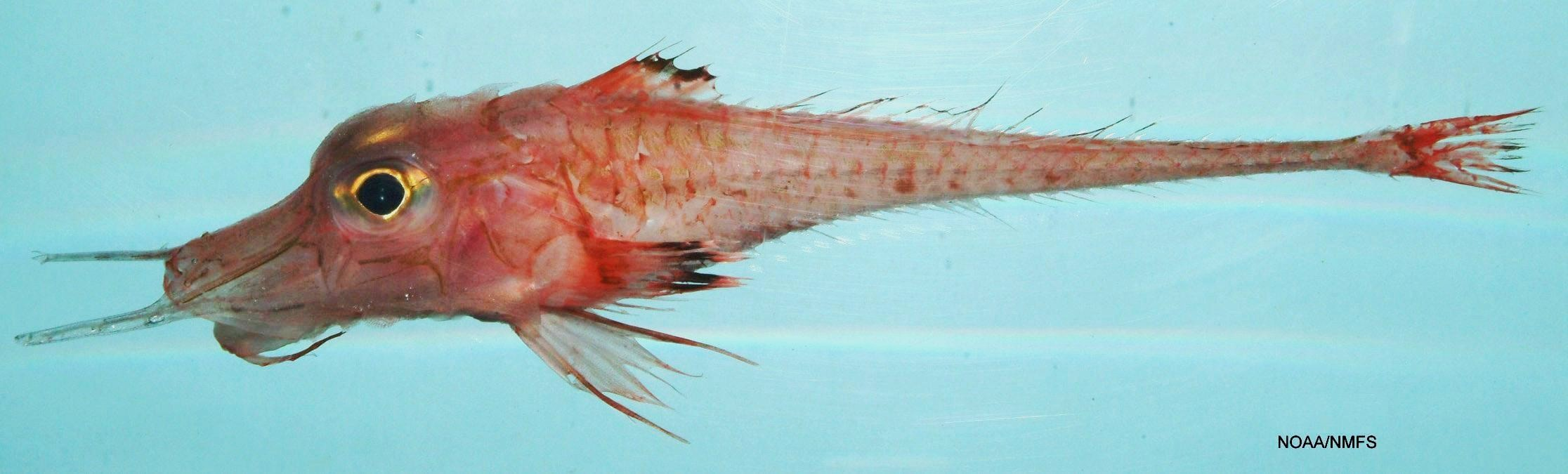
Peristedion cataphractum – okuwka[3], zbrojownik
- Peristedion crustosum
- Peristedion ecuadorense
- Peristedion gracile
- Peristedion greyae
- Peristedion halyi
- Peristedion imberbe
- Peristedion liorhynchus
- Peristedion longispatha
- Peristedion miniatum
- Peristedion nesium
- Peristedion nierstraszi
- Peristedion orientale
- Peristedion paucibarbiger
- Peristedion riversandersoni
- Peristedion thompsoni
- Peristedion truncatum
- Peristedion unicuspis
- Peristedion weberi

- Peristedion brevirostre
- Peristedion cataphractum
- Peristedion greyae
- Peristedion liorhynchus
- Peristedion longispatha
- Peristedion miniatum